# Tjóðveldi
Tjóðveldi [ˈtʃoʊvɛldɪ] ist eine politische Partei auf den Färöern. Die deutsche Bezeichnung lautet Republik. Die Parteigründung erfolgte 1948. Bis September 2007 lautete die offizielle Bezeichnung Tjóðveldisflokkurin (Republikanische Partei). Ihr prominentester Wortführer und zugleich Vorsitzender ist Høgni Hoydal.

## Politische Ausrichtung
Tjóðveldi strebt eine unabhängige färöische Republik an. Das bedeutet zum einen die vollständige Loslösung von Dänemark, zum anderen die Abschaffung der Monarchie, die auch im Falle einer staatlichen Unabhängigkeit durch eine Personalunion mit dem Königreich Dänemark fortbestehen könnte. In dieser Hinsicht ist Tjóðveldi die radikalste färöische Partei. Was ihren Anhängern als konsequent gilt, wird von ihren Gegnern als dogmatisch kritisiert.
Im Gegensatz zur ebenfalls – aber etwas moderater – auf Souveränität bedachten bürgerlich-konservativen Fólkaflokkurin (Volkspartei) sind die Republikaner gesellschaftspolitisch links orientiert. Sie werden auch als Sozialisten bezeichnet. Dabei sind sie radikaler als die Javnaðarflokkurin (Sozialdemokraten), die in der Frage der Loslösung von Dänemark eine abwartende bis ablehnende Haltung einnimmt. Während es hier also jeweils punktuelle Übereinstimmungen gibt, ist der Graben zur liberalen Sambandsflokkurin (Unionisten) in jeder Hinsicht erheblich. Entsprechend ist die Auseinandersetzung zwischen diesen beiden Lagern die polemischste. Eine Koalition erscheint undenkbar.
Tjóðveldis Anhänger finden sich oft in der Arbeiterschaft und bei Intellektuellen. Hochburg ist zum Beispiel Tórshavn mit seiner städtischen Bevölkerung. Die Republikaner schlossen schon bald nach der Gründung zu den älteren Parteien auf. Bei Løgtingswahlen schwankt der Stimmenanteil um 20 Prozent. Sie gehört damit zum Kreis der „vier Großen“.
Seit der Umbenennung 2007 definiert sich Tjóðveldi auch als grüne Partei.

## Geschichte

### Volksabstimmung 1946
Die historischen Wurzeln von Tjóðveldi gehen zurück auf das Debakel der Volksabstimmung vom 14. September 1946 und die Verfassungskrise der Färöer. Damals gab es nur eine hauchdünne Mehrheit für die Loslösung von Dänemark bei einer Wahlbeteiligung von nur etwa 60 %. Der Ärger über die Abstimmungsoptionen („alles oder nichts“) wurde von vielen für die geringe Beteiligung verantwortlich gemacht, zumal die Fólkaflokkurin für eine dritte Option eintrat („Selbstverwaltung innerhalb des Königreichs“), die nicht angegeben werden konnte und daher zum Boykott führte. Während die sozialdemokratische Javnaðarflokkurin und die pro-dänische Sambandsflokkurin für die Anbindung an Dänemark waren, gab es so nur einen Løgtingsabgeordneten, den sozialdemokratischen „Abweichler“ Jákup í Jákupsstovu, der konsequent für den souveränen Staat Färöer als Republik eintrat.
Außerparlamentarisch gab es darüber hinaus eine Bewegung, die von den heimgekehrten Studenten getragen wurde, die während der britischen Besetzung der Färöer im Zweiten Weltkrieg in Kopenhagen ausharrten, und sich nun sofort ans Werk machten, als junge Elite die färöische Nation zu konstituieren. Gleichzeitig suchten sie das Bündnis mit der Arbeiterschaft und vertraten soziale Forderungen. Dass die Mehrheit der Färinger in der Volksabstimmung für die Loslösung stimmte, war so gesehen Ausdruck einer außerparlamentarischen Opposition.
Für zusätzlichen Sprengstoff sorgte dann die Annullierung des Ergebnisses seitens Dänemarks und die Auflösung des Løgtings. Einzig Jákup í Jákupsstovu ging nach der Auflösung zum regulären Sitzungstermin, um so seinen Protest (Nichtachtung des Kopenhagener Aktes) auszudrücken. Er wurde aus der Sozialdemokratie ausgeschlossen.

### Gründung 1948
Als Kompromiss in der Verfassungskrise wurde 1948 das Autonomiegesetz der Färöer in Kraft gesetzt. Hierüber gab es keine Volksabstimmung, wohl aber fand sich eine Mehrheit unter den etablierten Parteien. Das ursprüngliche Abstimmungsergebnis – Loslösung von Dänemark – stand weiterhin im Raum, und so lag die Gründung einer neuen Partei nahe.
Am 22. und 23. Mai 1948 wurde Tjóðveldisflokkurin gegründet. Neben dem republikanischen Endziel, das sich im Namen wiederfindet, bildete das soziale Anliegen, die Verbesserung der Lage der Arbeiter und Fischer, den zweiten programmatischen Grundpfeiler der neuen Partei.
Bei den nächsten Løgtingswahlen 1950 zogen die Republikaner mit zwei Abgeordneten ins Parlament ein. 1954 waren es sechs und 1958 sieben Abgeordnete. Seitdem liegt die Partei stabil bei einem Wählerpotenzial um 20 %.
Die führenden Köpfe jener Anfangsjahre waren unter anderem D.P. Danielsen, Frederik Hansen, Erlendur Patursson, Jákup í Jákupsstovu, Andrea Árting, Andreas Ziska, Hanus við Høgadalsá, Hans Debes Joensen, Jóhan Simonsen, Karsten Hoydal und Sigurð Joensen.

### Entwicklung zur Regierungspartei
1962 beteiligte sich Tjóðveldi erstmals an einer Regierungskoalition mit der Volkspartei und der Sjálvstýrisflokkurin, der ehemals starken Selbstverwaltungspartei, die schon länger nur noch eine Kleinpartei war, aber oft Zünglein an der Waage ist.
Nach einigen weiteren Regierungsbeteiligungen in wechselnden Koalitionen wurden die Republikaner am 30. April 1998 stärkste Partei mit acht Abgeordneten. Erneut koalierten sie mit der Volkspartei und Sjálvstýri. Der junge Høgni Hoydal (Enkel von Karsten Hoydal) betrat die politische Szene und wurde stellvertretender Ministerpräsident des Landes. Diese Regierung setzte die Loslösung von Dänemark auf ihre Agenda und wurde am 30. April 2002 wiedergewählt. Allerdings war der Loslösungsprozess bereits gescheitert, und so musste man sich mit moderateren Forderungen begnügen.
2004 schließlich wurden die Republikaner wieder stärkste Partei mit acht Abgeordneten, blieben aber in der Opposition.
Bei der Løgtingswahl am 19. Januar 2008 konnten die Republikaner ihre Spitzenposition verteidigen. Bei der Bildung einer Linksregierung mussten sie das Amt des Regierungschefs jedoch dem Sozialdemokraten Jóannes Eidesgaard überlassen. Høgni Hoydal wurde Außenminister der Färöer, – eine Funktion, die bislang stets vom Ministerpräsidenten wahrgenommen worden war. Die Koalition zerbrach bereits im September 2008.

## Parteivorsitzende

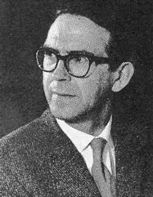
Erster Vorsitzender nach der Parteigründung 1948: Erlendur Patursson

- 1948–1971 Erlendur Patursson
- 1986–1987 Kristianna Rein
- 1987–1987 Petur Reinert[1]
- 1987–1990 Signar Hansen
- 1990–1994 Finnbogi Ísakson
- 1994–2000 Heini O. Heinesen
- seit 2000 Høgni Hoydal

## Løgtingsabgeordnete

### 2011–2015
- Bjørt Samuelsen
- Høgni Hoydal
- Kristina Háfoss
- Gunvør Balle
- Páll á Reynatúgvu
- Sirið Stenberg

### 2015–2019
- Høgni Hoydal
- Sirið Stenberg
- Kristina Háfoss
- Magni Arge
- Annita á Fríðriksmørk
- Katrin Kallsberg
- Páll á Reynatúgvu

Páll á Reynatúgvu wurde auf der Eröffnungssitzung des Løgtings am 15. September einstimmig zum neuen Løgtingsvorsitzenden (Parlamentspräsident) gewählt.
Da Høgni Hoydal, Sirið Stenberg und Kristina Háfoss der neuen Landesregierung angehören und deshalb im Løgting nicht stimmberechtigt sind, wurden bei der Eröffnungssitzung des Løgtings am 15. September drei Nachrücker von der Partei benannt, die die drei freigewordenen Abgeordnetensitze einnehmen:
- Bjørt Samuelsen
- Óluva Elin Klettskarð
- Pauli Trond Petersen

Magni Arge wird als Nachrücker für Høgni Hoydal den Abgeordnetensitz von Tjóðveldi im dänischen Folketing einnehmen. Auf seinen Sitz im Løgting wird Ingolf S. Olsen nachrücken.

## Abgeordneter im Folketing
Tjóðveldi konnte erstmals 2001 einen Sitz im dänischen Parlament erobern und verteidigte ihn erfolgreich bei der Wahl 2005 und 2007. Hoydal schloss sich der Nordatlantischen Gruppe an. Bei der Folketingswahl 2015 konnte Tjóðveldi erneut einen Sitz mit Høgni Hoydal gewinnen.
- Høgni Hoydal (2001–2011)

## Internationale Zusammenarbeit
Tjóðveldisflokkurin pflegt die Zusammenarbeit mit republikanischen und linken Parteien in Grönland, Island, Norwegen, Schweden, Finnland und Dänemark. Dass die Färöer seit 2007 weitgehend gleichberechtigt im Nordischen Rat vertreten sind, schreibt sich die Partei ebenso zu wie den Bau des Hauses des Nordens als wichtigstem Kulturzentrum des Landes.
Auch die Gründung des Westnordischen Rates als Gremium der Parlamentarier Grönlands, Islands und der Färöer beruht auf einer Initiative der färöischen Republikaner.